# Mary McCartney
Mary Anna McCartney (Londres, 28 de agosto de 1969) es una fotógrafa inglesa. Es la primera hija biológica del exBeatle Sir Paul McCartney y de la fotógrafa y activista por los derechos de los animales, Lady Linda McCartney. Mary fue nombrada en honor a su abuela paterna, Mary McCartney fallecida en 1956. También es hermana mayor de la diseñadora de modas Stella McCartney.

## Carrera
Siguiendo los pasos de su madre, McCartney se convirtió en fotógrafa profesional. Fue editora de fotografía del Omnibus Press y en 1992 comenzó a tomar fotografías profesionales, especializándose en fotografías de modas.  Debido a la muerte por cáncer de su madre y su abuela paterna, comenzó una campaña de concienciación contra el cáncer de mama en el Reino Unido. Como consecuencia, se hizo amiga cercana Cherie Blair, esposa del ex primer ministro británico Tony Blair. Sus fotografías más conocidas son aquellas que tomó de su madre, Linda, tres semanas antes de su muerte. McCartney ha tomado fotografías de Sam Taylor-Wood, Ralph Fiennes, Jude Law, y de su hermana Stella.
Su primera exhibición pública fue titulada Off Pointe: A Photographic Study of The Royal Ballet After Hours. La muestra incluía fotografías de The Royal Ballet y tenía la intención de mostrar, detrás del escenario, la diferencia entre las tediosas y dolorosas sesiones de preparación y el espectáculo mostrado al público.
En 2001, McCartney produce el documental para televisión Wingspan, la historia musical de su padre finalizada su etapa con The Beatles, enfocándose en la banda Wings. También entrevista a su padre durante el mismo. En 2005 fue contratada por la ex Spice Girl, Melanie C para ser la fotógrafa oficial de su álbum Beautiful Intentions. Melanie C también le pidió dirigir el video de su sencillo "Better Alone."
McCartney actualmente dirige el departamento de fotografía de su padre, MPL Communications y escribió un libro de comida vegetariana titulado simplemente Food, publicado en el 2012.

## Vida personal
En 1995, conoció a Alistair Donald a través de su hermano James. Después de salir juntos por tres años, se casaron el 26 de septiembre de 1998. El 3 de abril de 1999, McCartney dio a luz a su primer hijo y al primer nieto del ex-Beatle, Arthur Donald. Su segundo hijo, Elliot Donald, nació el 1 de agosto de 2002. En abril de 2005, la pareja anunció su separación.
El 11 de agosto de 2008, McCartney dio a luz a su tercer hijo y el primero con el director Simon Aboud. El 12 de junio de 2010, McCartney y Aboud se casaron. El 3 de septiembre de 2011, McCartney dio a luz a su cuarto hijo y el segundo con Aboud.
Además de su hermana Stella y su hermano menor James McCartney, Mary tiene una media hermana Heather McCartney, hija del primer matrimonio de su madre, así como una mediohermana más joven, Beatrice Milly McCartney, nacida el 28 de octubre de 2003, de la relación de su padre con su exesposa, Heather Mills.
Como todos los miembros de la familia McCartney, Mary practica el vegetarianismo y es defensora de los derechos de los animales.
Una fotografía de Paul McCartney cargando a Mary dentro de su abrigo cuando era apenas una bebé y tomada por Linda, sirvió como contraportada del primer álbum solista de Paul nombrado simplemente McCartney.